# Mendaza
Mendaza est une ville et une commune de la communauté forale de Navarre (Espagne).
Elle est située dans la zone non bascophone de la province. Le castillan est la seule langue officielle alors que le basque n’a pas de statut officiel. La municipalité se situe dans la vallée de la Berrueza, dans la mérindade d'Estella et à 67 km de sa capitale, Pampelune. Le secrétaire de mairie est aussi celui de Mirafuentes, Nazar.

## Localités limitrophes
Lana au nord, Ancín, Piedramillera et Sorlada à l'est; Desojo et Mués au sud; Mirafuentes et Zúñiga à l'ouest.

## Démographie
| Évolution démographique                                 | Évolution démographique | Évolution démographique | Évolution démographique | Évolution démographique | Évolution démographique | Évolution démographique | Évolution démographique | Évolution démographique | Évolution démographique | Évolution démographique |
| 1996                                                    | 1998                    | 1999                    | 2000                    | 2001                    | 2002                    | 2003                    | 2004                    | 2005                    | 2006                    | 2007                    |
| ------------------------------------------------------- | ----------------------- | ----------------------- | ----------------------- | ----------------------- | ----------------------- | ----------------------- | ----------------------- | ----------------------- | ----------------------- | ----------------------- |
| 401                                                     | 379                     | 372                     | 367                     | 363                     | 356                     | 352                     | 347                     | 340                     | 333                     | 323                     |
| Sources: Mendaza et instituto de estadística de navarra |                         |                         |                         |                         |                         |                         |                         |                         |                         |                         |

La municipalité se compose des villages suivants, selon la nomenclature de population publiée par INE (Institut National de Statistique).
| Nom village       | Pop. (2006) |
| ----------------- | ----------- |
| Acedo             | 152         |
| Asarta            | 53          |
| Mendaza (Conseil) | 96          |
| Ubago.            | 32          |

## Patrimoine

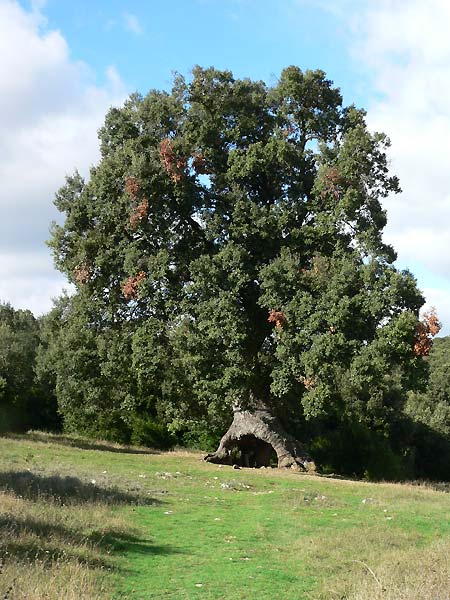
Chêne vert aux Trois Pieds

### Patrimoine naturel
- Chêne de Mendaza (chêne vert aux trois pieds de Mendaza)

Il est répertorié comme monument naturel de Navarre. C'est l'unique spécimen de chêne vert (Quercus ilex) qui a un creux à l'intérieur et se tient uniquement sur trois points. Son âge a été calculé, environ 1 200 ans. On parle de l'un des arbres des plus vieux d'Espagne.

### Sources
- (es) Cet article est partiellement ou en totalité issu de l’article de Wikipédia en espagnol intitulé « Mendaza » (voir la liste des auteurs).